# هارولد ليفينغستون فرازير
هارولد ليفينغستون فرازير (بالإنجليزية: Harold Livingstone Fraser)‏ هو طيار أسترالي، ولد في 21 ديسمبر 1890 في روكامبتون في أستراليا، وتوفي في 1 نوفمبر 1950.